# Нова девојка
Нова девојка (енгл. New Girl) је америчка телевизијска комедија ситуације творца Елизабет Мериведер и продуцирана од стране 20th Television-а за Fox Broadcasting Company која се првобитно емитовала између 2011. и 2018. године. Серија се врти око необичне учитељице Џес (Зо Дешанел), након што се усељава у поткровље Лос Анђелеса са тројицом мушкараца, Ником (Џејк Џонсон), Шмитом (Макс Гринфилд) и Винстоном (Ламорн Морис); њихов део су и њихов бивши цимер Коуч (Дејмон Вејанс Млађи) и Џесина најбоља пријатељица Сиси (Хана Сајмон). Серија комбинује елементе комедије и драме јер се ликови који су у раним тридесетима баве проблемима односа, постају „одрасли” и избором каријере. Серија Нова девојка је заједничка продукција између Elizabeth Meriwether Pictures-а и 20th Century Fox Television-а и синдицирана је од стране 20th Television-а.
Дана 14. маја 2017. године, Fox је обновио серију за седму и финалну сезону која се састоји од осам епизода, чија је премијера била 10. априла 2018. године. Серија је побрала повећани култ после укључивања на Netflix, поставши једна од најпопуларнијих серија на платформи. Финале серије се емитовало 15. маја 2018. године.

## Радња
Џесика „Џес” Деј (Зои Дешанел) је живахна и необична учитељица у раним 30има која долази кући како би пронашла свог дечка Спенсера са другом женом и одмах га оставља да тражи другде да живи. Након што се јавила на оглас за новог цимера на Craigslist-у, усељава се у поткровље у Лос Анђелесу са тројицом мушкараца својих година: Ником, Шмитом и Коучом. Након пилот епизоде, Винстон, бивши цимер и Ников пријатељ из детињства, замењује Тренера, који је напустио стан да би живео са својом девојком. Сиси, Џесина најбоља пријатељица из детињства и успешан модни модел, често посећује Џес и момке.
Серија прати међусобне интеракције групе и њихове романтичне везе.

## Улоге
| Глумац              | Улога         |
| ------------------- | ------------- |
| Зои Дешанел         | Џесика Деј    |
| Џејк Џонсон         | Ник Милер     |
| Макс Гринфилд       | Шмит          |
| Ламорн Морис        | Винстон Бишоп |
| Хана Сајмон         | Сиси          |
| Дејмон Вејанс Млађи | Коуч          |